# László Tahi Tóth
László Tahi Tóth (23 de enero de 1944 – Budapest, 22 de febrero de 2018) fue un actor húngaro, ganador de un Premio Kossuth. Fue miembro de los Vígszínház.
Tahi Tóth fue uno de los siete hijos de Eleanor Pfeiffer y Nándor Tahi Tóth. Dos de sus hermanos también fueron actores. Se casó con la pianista Szilvia Kárászy en 1995.

## Filmografía seleccionada
- Aranysárkány (1966)
- Egy nap a paradicsomban (1967)
- Elsietett házasság (1968)
- Imposztorok (1969)
- Kakuk Marci (1973)
- Time Masters (1982)
- Völegény (1982)
- A vörös grófnö (1985)